# West Voe (Papa Stour)
Die West Voe ist eine Meeresbucht (Voe), die im Westen der zu Schottland zählenden Shetlands liegt.

## Geographie
Die West Voe liegt im Norden der Insel Papa Stour in einer unbesiedelten Gegend. Die nächstgelegene Ortschaft ist Biggings im Süden. Entlang der Küste folgen im Osten die Halbinsel North Ness und die Bucht Housa Voe sowie im Westen die Halbinsel Quida Ness mit der Bucht Culla Voe auf der gegenüberliegenden Seite.

## Historisches
Im Rahmen der historischen Gliederung Schottlands in Civil Parishes zählt die West Voe zu Walls and Sandness.